# Bittacomorphella lini
Bittacomorphella lini is een muggensoort uit de familie van de glansmuggen (Ptychopteridae). De wetenschappelijke naam van de soort werd voor het eerst geldig gepubliceerd in 2011 door Young en Fang.